# Olivier Gyan
Olivier Gyan (...) è un giocatore di football americano francese che gioca come defensive lineman per i Flash de La Courneuve.